# 1831 в Україні

## Події
- Битва під Боремлем
- Холерні бунти на Закарпатті

## Особи

### Народились
- 15 січня, Кароль Машковський (1831—1886) — польський математик, ректор Львівської технічної академії (1875—1876), професор.
- 17 березня, Демченко Василь Григорович (1831—1914) — правознавець часів Російської імперії, професор, доктор юридичних наук.
- 1 квітня, Василь Митрофанович (1831—1888) — теолог, педагог, політик, православний священик; посол Райхсрату (1880—1885 рр.) від Руської Ради, ректор Чернівецького університету.
- 1 травня, Прянишников Іван Петрович (1831—1909) — живописець, аквареліст.
- 28 червня, Вейнберг Петро Ісайович (1831—1908) — російський поет, перекладач і журналіст.
- 6 серпня, Маразлі Григорій Григорович (1831—1907) — громадський діяч Російської імперії грецького походження, колекціонер, мільйонер, таємний радник, філантроп, почесний опікун безлічі товариств. 17 років обіймав посаду одеського міського голови.
- 12 серпня, Блаватська Олена Петрівна (1831—1891) — українська письменниця, мандрівниця, теософ. Одна з засновників Теософічного товариства.
- 27 серпня, Кумані Михайло Миколайович (1831—1889) — російський морський офіцер, контр-адмірал, командир Севастопольського порту і Севастопольський градоначальник, учасник першої оборони Севастополя.
- 7 вересня, Дегтерьов Михайло Парфентійович (1831—1899) — київський купець 1-ї гільдії, почесний громадянин Києва, меценат.
- 25 жовтня, Дячан Пилип Микитович (1831 — ?) — український мовознавець, педагог.
- 7 листопада, Леонард Совінський (1831—1887) — польський письменник.
- 8 грудня, Бредіхін Федір Олександрович (1831—1904) — російський астроном, академік Санкт-Петербурзької академії наук.
- Алексєєв Сергій Олександрович (1831 — ?) — художник.
- Барвінський Іполит Григорович (1831—1885) — український священик, культурно-громадський діяч, літератор, краєзнавець.
- Кнорре Федір Карлович (1831—1911) — російський архітектор, цивільний інженер.
- Кузьменко Петро Семенович (1831—1874) — український письменник і етнограф.
- Пампулов Самуїл Мойсейович (1831—1912) — дворянин, міський голова Євпаторії, караїмський гахам.
- Сірко Іван (1831—1893) — греко-католицький священик (москвофіл), громадський діяч. Бродівський декан. Посол до Галицького сейму 6-го скликання.
- Альберт Філярський (1831—1898) — римо-католицький священик, богослов, професор і ректор Львівського університету (1873—1874).
- Якимович Гнат (1831—1878) — український письменник-драматург, священик.

### Померли
- 13 лютого, Максиміліан Алоїз Фюґер (1774—1831) — австрійський правник, доктор права, професор права і ректор Оломоуцького (1800 і 1806) та Львівського університетів (1813—1814 і 1822—1823).
- 28 квітня, Каспер Цецішовський (1741—1831) — перший єпископ Луцько-Житомирської дієцезії. Могилівський архієпископ і митрополит усіх римо-католицьких костелів у Російській імперії.
- 11 червня, Франтішек Кодеш (1761—1831) — професор чистої та прикладної математики Львівського університету, ректор Львівського університету в 1804—1805 роках, ректор Ягеллонського університету в 1808—1809 роках, ректор Львівського ліцею в 1815—1817 роках.
- 31 грудня, Бларамберг Іван Павлович (1772—1831) — один із перших дослідників класичних пам'яток Південної України й Криму.
- Степан Білинкевич (? — 1831) — український чернець, василіянин, педагог, Канівський архимандрит.
- Бошняк Олександр Карлович (1786—1831) — чиновник, ботанік-аматор.
- Гладкий Кирило Семенович (1756—1831) — цивільний губернатор Херсонський та Катеринославський, дійсний статський радник.
- Мартос Іван Романович (1760—1831) — діяч масонського руху, кабінет-секретар Кирила Розумовського.

## Засновані, створені
- Монастир святих Апостолів Петра і Павла (Дрогобич)
- Свято-Покровський собор (Ізмаїл)
- Бродівський єврейський цвинтар
- Кирпичне (Мелітопольський район)
- Нікольське (Україна)
- Цибульківка

## Видання, твори
- Український альманах